# Ślepior
Ślepior (Gadiculus argenteus) – ryba z rodziny dorszowatych (Gadidae), jedyny przedstawiciel rodzaju Gadiculus.

## Zasięg występowania
Północno-wschodni Ocean Atlantycki i zachodnia część Morza Śródziemnego.

## Charakterystyka
Najmniejsza ryba w rodzinie dorszowatych. Osiąga maksymalnie 15 cm. Ubarwienie grzbietu od różowego do jasnobrązowego, boki i spód srebrzyste. Swoją nazwę zawdzięcza dużym oczom.
Gatunek niemigrujący, spotykany w dużych ławicach na głębokościach od 100–1000 m p.p.m. Żywi się małymi skorupiakami.